# Vörösszárnyú frankolin
A vörösszárnyú frankolin (Scleroptila levaillantii) a madarak osztályának tyúkalakúak (Galliformes) rendjébe és a fácánfélék (Phasianidae) családjába tartozó faj.

## Rendszerezése
A fajt Achille Valenciennes francia zoológus írta le 1825-ben, a Perdix nembe Perdix Levaillantii néven. Besorolása vitatott, egyes rendszerezők a Francolinus nembe sorolják Francolinus levaillantii néven.

## Alfajai
- Scleroptila levaillantii crawshayi Ogilvie-Grant, 1896
- Scleroptila levaillantii kikuyuensis Ogilvie-Grant, 1897
- Scleroptila levaillantii levaillantii (Valenciennes, 1825)

## Előfordulása
Angola, Burundi, a Dél-afrikai Köztársaság, Kenya, a Kongói Demokratikus Köztársaság, Lesotho, Malawi, Ruanda, Szváziföld, Tanzánia, Uganda és Zambia területén honos. 
Természetes élőhelyi a szubtrópusi és trópusi füves puszták és szavannák. Állandó, nem vonuló faj.

## Megjelenése
Testhossza 33–38 centiméter, testtömege 354-567 gramm.
|  |

## Életmódja
Télen növényekkel, nyáron rovarokkal (például lepkékkel, méhekkel, darazsakkal, hangyákkal és sáskákkal) táplálkozik, melyet a talajon keresgél.

## Természetvédelmi helyzete
Az elterjedési területe rendkívül nagy, egyedszáma pedig stabil. A Természetvédelmi Világszövetség Vörös listáján nem fenyegetett fajként szerepel.

## Külső hivatkozások
- Képek az interneten a fajról
- Internet Bird Collection
- Xeno-canto.org - a faj hangja és elterjedési területe